# Minicia caspiana
Minicia caspiana är en spindelart som beskrevs av Andrei V. Tanasevitch 1990. Minicia caspiana ingår i släktet Minicia och familjen täckvävarspindlar.
Artens utbredningsområde är Azerbajdzjan. Inga underarter finns listade i Catalogue of Life.